# Internet stvari
Internet stvari (engl. Internet of things) označava povezivanje uređaja putem interneta. Predstavlja mrežnu infrastrukturu u kojoj fizičke i virtualne "stvari" svih vrsta komuniciraju i nevidljivo su integrirane.
Spajanje uređaja može biti bežično i omogućava nove mogućnosti za međusobnu interakciju ne samo između različitih sustava i donosi nove mogućnosti njihove kontrole, praćenje i pružanje naprednih usluga. To mogu biti primjerice hladnjaci, perilice, ili razni sigurnosni sustavi.
Pojam je skovao Peter T. Lewis.
Internet stvari postaje veliki posao budućnosti. Prema nedavnoj Gartnerovoj analizi 15 posto kompanija već koristi IoT u svom poslovanju, najčešće logistici. Taj postotak brzo će rasti u sljedećim godinama.
Internet stvari omogućuje integraciju ogromne količine uređaja koji imaju ugrađene određene senzore koji više ili manje samostalno komuniciraju jedni s drugima i s raznim aplikacijama. 
Mogu biti tri vrste komunikacije:
- komunikacija stvari s ljudima
- komunikacija između stvari
- komunikacije između uređaja (engl. machine to machine, ili M2M)

Procjenjuje se da će se u bliskoj budućnosti povezati 200 milijardi uređaja. Vrijednost tržišta projicirana je na 80 milijarda dolara.